# Cloració
La cloració és el procediment de  desinfecció d'aigües de consum humà mitjançant l'ús de clor o compostos clorats. Quan es desinfecta amb cloramines, es parla de cloraminació.

## Història
Des l'inici del segle xx, la cloració té un paper crític en la generació d'aigua potable. Sorgeix com a mètode eficient per a eliminar les malalties infeccioses transmeses per l'aigua. La desinfecció de l'aigua de consum és una de les actuacions de sanitat ambiental que ha salvat més vides humanes. La descoberta de la higiene i els fenòmens de filtració i cloració van ser un dels avenços més significatius pel que fa a salut pública, des de la segona meitat del segle xix. El 1846 el doctor Ignaz Semmelweis va introduir un dels primers usos del clor i el sabó com a desinfectant de les mans, després de descobrir que infeccions eren transmeses d'un pacient a un altre pels metges que no es rentaven les mans després de cada examen. El 1854 John Snow va intentar desinfectar el sistema d'abastament d'aigua potable després d'un brot de còlera a Londres, la cloració contínua va reduir considerablement les morts per tifus; poc després aquest procediment es va traslladar als Estats Units el 1908 i es van aconseguir eliminar les malalties transmeses per l'aigua (còlera, tifus, disenteria i hepatitis A).

## Acció de la cloració sobre els agents patògens
El 1881 el bacteriòleg Robert Koch va demostrar que l'hipoclorit podia destruir cultius purs de bacteris; les seves observacions asseguraven que les cèl·lules bacterianes dosificades amb clor alliberen àcids nucleics, proteïnes i potassi, i les funcions de la membrana resultaven afectades pel clor. La cloració causa alteracions físiques, químiques i bioquímiques en la paret de tota cèl·lula, d'aquesta manera es destrueix la barrera protectora de la mateixa deixant indefensa, disminuint les seves funcions vitals fins a portar a la mort, com a conclusió, el clor no permet que el bacteri creixi, es reprodueixi o causi cap malaltia. A més de la seva acció bactericida, la cloració redueix el mal gust i olor, degut a secrecions pudents d'algues i olors de vegetació que es troba en procés de putrefacció, comporta també un control químic en destruir el sulfur d'hidrogen i eliminar l'amoníac com altres compostos nitrogenats que generen sabors desagradables.
Hi ha alguns microorganismes patògens, com Cryptosporidium parvum, que poden resistir tractaments de cloració amb concentracions molt elevades. En aquests casos, cal recórrer a altres mètodes per eliminar el patògen.

## L'aplicació al sistema públic d'abastament d'aigua
S'utilitza en tot el sistema públic d'abastament de l'aigua potable públic, en els tancs d'aigua com en el manteniment de piscines. Aquest procés s'ha de complementar amb un sistema de filtrat per a obtenir els millors resultats. Segons l'Organització Mundial de la Salut, la desinfecció de piscines i de xarxes d'aigua per a consum públic amb clor és la millor garantia d'una aigua microbiològicament segura.
La dosi necessària es determina després d'una anàlisi de l'aigua a l'entrada. S'ha de cobrir la demanda de clor per a eliminar els microorganismes i els altres compostos orgànics, tant com suficient clor residual llibre per evitar posteriors reinfeccions de l'aigua en la conducció. A tots els punts de la xarxa, la norma prescriu un valor de clor residual entre 0,2 i 0,6 mg per litre.
Recentment es va desenvolupar una nova tecnologia per a fabricar l'hipoclorit de sodi in situ a les instal·lacions de tractament mateixes, per un procediment que es diu electrocloració, a partir d'aigua i sal comuna. La primera matèria abundantment present, i la segona més fàcil per a transportar i emmagatzemar que l'hipoclorit de sodi, un producte força corrosiu. La planta d'electrocloració projectada a L'Ampolla serà la més gran del món.

## Riscs ambientals i alternatives
El clor més utilitzat és el clor gasós (Cl₂) en abastaments grans i mitjans, i l'hipoclorit de sodi conegut com a lleixiu en el més petits. El clor és perillós en estat gasós, però prou dissolt a l'aigua no és tòxic per a persones. A les instal·lacions de cloració cal un sistema d'alarma i de detecció de fuites, un procediment d'alarma eficaç i d'evacuació. El gas és més dens que l'aire, cal doncs situar els detectors arran de terra.
Malgrat tots els beneficis del procediment per a la salut pública, més recentment s'ha descobert que subproductes de la cloració poden formar un risc ambiental: entre d'altres els trihalometans tenen propietats mutàgenes, cancerígenes i espermotòxiques. Cal sospesar l'efecte beneficiós per a la salut de la desinfecció indispensable de l'aigua de consum i els efectes negatius de certs derivats del clor, i desenvolupar mètodes que redueixen l'aparició d'aquests subproductes tòxics. Particularment a piscines públiques, la dosis més elevada pot causar irritacions dels ulls i de la pell per nedadors freqüents. La desinfecció amb radiació ultraviolada tal com amb l'ozó pot ser complementària i reduir el percentatge de clor. El 2011, la Generalitat de Catalunya va decidir de substituir parcialment la cloració de l'aigua de les piscines per alternatives ambientalment més correctes com l'ozó i l'ultraviolat.